# おもろい女 (テレビドラマ)
『おもろい女』（おもろいおんな）は、NHK大阪放送局の製作によりNHK総合テレビで1965年9月18日に放送されたテレビドラマ。全1回。小野田勇の作、森光子の主演により、昭和初期の喜劇女優・ミスワカナの半生を描く。
1978年に森光子主演で舞台化され、2006年までに上演回数463回を数え『放浪記』に次ぐ森の代表作となった。2015年より藤山直美の主演で上演されている。

## キャスト
- ミス・ワカナ - 森光子
- 玉松一郎 - 藤山寛美
- 牧田満 - 井上孝雄
- 森光子 - 林美智子
- 島津 - 白井正明
- 老爺 - 天王寺虎之助
- たま - 山田桂子
- 飯塚部隊長 - 永田光男
- 松岡与志雄
- 中国人孤児 - 藤山直子

## スタッフ
- 作 - 小野田勇
- 音楽 - 古関裕而
- 製作 - 棚橋昭夫
- 演出 - 境正顕

## 舞台
1978年に東京・芸術座にて初演された。脚本は小野田勇。

### 受賞歴
- 昭和54年（1979年）度（第34回）文化庁芸術祭賞 演劇部門 大賞（森光子、芦屋雁之助）
- 第30回（2004年度）菊田一夫演劇賞 演劇賞（段田安則）
- 平成30年（2018年）度（第73回）文化庁芸術祭賞 演劇部門 大賞（藤山直美）[2]
- 第26回（2018年度）読売演劇大賞 優秀女優賞（藤山直美）[3]
- 第69回芸術選奨文部科学大臣賞 演劇部門（藤山直美）